# Nelsonia goldmani
Nelsonia goldmani (лат.) — вид рода хомячков Nelsonia из подсемейства неотомовых хомяков (Neotominae), обитающий в Мексике.

## Описание
При длине туловища от 117 до 133 мм, длине хвоста от 108 до 126 мм и массе от 43 до 57 г этот вид является мелким представителем подсемейства Neotominae. Его стопы имеют длину от 25 до 30 мм, длина ушных раковин варьирует от 22 до 26 мм. Различают два подвида по окраске шерсти. Представители номинативной формы Nelsonia goldmani goldmani имеют темно-серый мех, а полоса на спине почти незаметна. Подвид N. g. cliftoni характеризуется серо-желтой окраской с охристой полосой вдоль спины. По сравнению с Nelsonia neotomodon, у этого вида более тёмный мех сверху, более тёмные и длинные задние лапы и хвост, который не светлее снизу. Общими для двух видов признаками являются толстый хвост, округлые уши и длинные вибриссы.

## Распространение
Nelsonia goldmani имеет несколько разрозненных популяций в горном массиве Поперечная Вулканическая Сьерра (Sierra Volcánica Transversal) в Мексике. Этот вид был зарегистрирован в штатах Колима, Халиско, Мичоакан и Мехико. Зона обитания простирается от высоты 2000 м над уровнем моря до высоты 3100 метров. Здесь Nelsonia goldmani обитает в облачных и облачных лесах, где преобладают хвойные деревья и дубы. Для местообитаний вида характерны скальные выходы, распадки и ущелья.

## Образ жизни
Особи этого вида живут на земле и часто прячутся под покрытыми мхом скалами. Отрубленный хвост этого вида, найденный в ловушке на высоте 2,5 метра над землей, предполагает, что этот вид частично древесный. В 2018 году можно было наблюдать, как отдельные экземпляры поедали лишайники и желуди. Появление молодых рождения этого года отмечалось, начиная с февраля.

## Природоохранный статус
Популяциям Nelsonia goldmani угрожает, в основном, интенсивное лесопользование и превращение лесов в пахотные земли. Кроме того, негативное влияние оказывают извержения вулканов, лесные пожары, загрязнение воздуха и завезенные пищевые конкуренты. Этот вид занесен в список МСОП как «находящийся под угрозой исчезновения».